# Cowdray Park
Der Cowdray Park ist eine Residenz der Familie Viscount Cowdray im South-Downs-Nationalpark, Midhurst, West Sussex und besteht aus dem Cowdray Park Polo Club sowie dem Cowdray House. Das Areal befindet sich seit 1908 im Besitz der Cowdray-Dynastie und wird heutzutage als Golfkurs, Jagdgelände und Erholungsfläche genutzt. Insgesamt ist das Gelände 62 Quadratkilometer groß. Im Jahr 1993 spielte Eric Clapton ein Konzert im Rahmen seiner From the Cradle World Tour und produzierte dort 2021 das Konzertvideo und Album "The Lady in the balcony: The Lockdown sessions", da coronabedingt seine geplanten Konzerte in der Royal Albert Hall abgesagt wurden.